# Коса Ерец
Коса Ерец (арм. Քոսա Երեց) — армянский поэт XVII века.
Биографические сведения почти полностью отсутствуют, неизвестны ни даты рождения и смерти, ни даже истинное имя поэта (Коса Ерец является прозвищем, и в переводе с армянского означает «безбородый иерей»). Из содержания его стихов можно лишь утверждать, что был священником, жил и творил в исторической области Басен. Писал в типичном фольклорном стиле: если бы его стихи дошли до нас без указания авторства, они были бы с уверенностью причислены к народным песням.
В целом сохранились десять стихов Коса Ереца, из которых восемь — в рукописях, два — найдены этнографами и опубликованы в конце XIX века. Наиболее примечателен стих «Саранча» (арм. «Կիտուր»), в котором автор рассказывает о трудной жизни земледельцев.
ранние публикации
- Журнал «Масис», Константинополь, 1884 год, стр. 1045 («Саранча»)
- Е. Лалаян «Джавахки бурмунк», Тифлис, 1892 год, стр. 22

рукописи
- Матенадаран, рукопись № 9266, л. 2б-4б (5 стихотворений)
- Матенадаран, рукопись № 7715, л. 49а-49б (1 стихотворение)
- Матенадаран, рукопись № 3826, л. 160а-161а (2 стихотворений)